# Östlicher Moskitofisch
Der Östliche Moskitofisch (Gambusia holbrooki), genannt auch Kobold-Kärpfling, Texas-Kärpfling und Silber-Kärpfling, ist eine Fischart aus der Unterfamilie der Lebendgebärenden Zahnkarpfen (Poeciliinae). Sie kommt in den östlichen Vereinigten Staaten von New Jersey bis Alabama vor und wurde vom Menschen zur Mückenbekämpfung nach Südeuropa und in viele andere subtropische und tropische Länder eingeführt. Gambusia holbrooki wurde nach dem amerikanischen Naturforscher John Edwards Holbrook benannt, der deutsche Name grenzt die Art vom Westlichen Moskitofisch (Gambusia affinis) ab, dessen Verbreitungsgebiet sich westlich anschließt und vom südlichen Alabama bis zum Río Pánuco in Mexiko reicht.

## Merkmale
Weibchen erreichen eine Länge von 4 bis 8 cm, Männchen bleiben mit 3 bis 3,5 cm kleiner. Das Gonopodium der Männchen hat im Unterschied zu dem von Gambusia affinis drei Zähnchen. Meist sind die Fische einfarbig grau, stark gescheckte Männchen treten nur selten, vor allem in Florida auf. Der Trächtigkeitsfleck der Weibchen ist deutlicher sichtbar als bei Gambusia affinis.
- Flossenformel: Dorsale I/7, Anale 1/9.

## Lebensweise
Der Östliche Moskitofisch lebt vor allem in stehenden oder langsam fließenden Gewässern mit dichtem Pflanzenbestand, vor allem in Neben- und Altarmen von Flüssen, in Seen und Teichen und geht auch in Brackwasser. Er hat eine hohe Temperaturtoleranz und verträgt Temperaturen von 30 °C bis fast an den Gefrierpunkt, bevorzugt allerdings hohe Temperaturen. Er ernährt sich vor allem von Mückenlarven.
Der Östliche Moskitofisch ist 2022 in die Liste invasiver gebietsfremder Arten von unionsweiter Bedeutung für die Europäische Union aufgenommen worden.